# Ɖ
Ɖ، ɖ یا D آفریقایی یک نویسه از الفبای لاتین و نشان‌دهندهٔ آوای [ɖ] است و یکی از حروف الفبای آفریقایی مرجع. کاربرد اصلی آن هم در زبان‌های آفریقایی چون اوه، فون، آجا و باسا می‌باشد. 